# 星をかった日
『星をかった日』（ほしをかったひ）は、スタジオジブリ制作の日本の短編アニメーション映画。2006年7月10日公開。原作は井上直久の『イバラード』から。

## あらすじ
人々の時間の使い方を監督する時間局から逃れる為に都会の家を飛び出した主人公の少年ノナは、ある田舎で不思議な女性ニーニャと出会い、彼女の農園で新しい生活を始める。ある日、モグラとカエルの姿をした謎の行商人スコッペロとメーキンソーと出会ったノナは、自分の育てたカブを、彼らの売り物である小さな星の種と交換する…。

## 概要
スタジオジブリの映画作品『耳をすませば』、『猫の恩返し』にも登場する「イバラード」の世界が舞台である。
押井守と鈴木敏夫の対談によると、ノナ＝ハウル、ニーニャ＝若き日の美しかった荒地の魔女という『ハウルの動く城』との裏設定がある。

## スタッフ
- 原作：井上直久「イバラード」
- 脚本・監督：宮崎駿
- 演出アニメーター：賀川愛
- 美術：高松洋平
- 音楽：都留教博、中村由利子
- 製作：スタジオジブリ

## キャスト
- ノナ：神木隆之介
- ニーニャ：鈴木京香
- スコッペロ：若山弦蔵
- メーキンソー：大泉洋

## 備考
- ジブリ美術館地下一階の映像展示室『土星座』で定期的に上映されている。
- 聴覚障害者への配慮から字幕版もある。